# Courmelles

Courmelles este o comună în departamentul Aisne din nordul Franței. În 1 ianuarie 2022 avea o populație de 1.831 de locuitori.